# Ambystoma dumerilii
Ambystoma dumerilii is een salamander uit de familie molsalamanders (Ambystomatidae). De soort werd voor het eerst wetenschappelijk beschreven door Alfredo Dugès in 1870. Oorspronkelijk werd de wetenschappelijke naam Siredon dumerilii gebruikt. De soortaanduiding dumerilii is een eerbetoon aan André Marie Constant Duméril (1774 - 1860).

## Uiterlijke kenmerken
De salamander is neoteen en blijft uiterlijk in het larvestadium. De lichaamslengte bedraagt meer dan 12 centimeter, de gevonden exemplaren hadden een lichaamslengte van 13 en 28 cm. De kleur is egaal geelbruin tot bruin.

## Verspreiding en leefgebied
Deze soort komt endemisch voor in Lago Pátzcuaro in Noordwest-Michoacan de Ocampo (Mexico) op een hoogte van 1920 meter boven zeeniveau.